# Giovanni Battista Lucini (pittore)

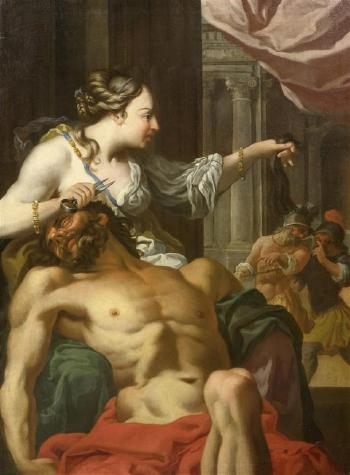
Sansone e Dalila

Giovanni Battista Lucini (anche Giovan Battista o Giambattista; Vaiano Cremasco, 9 luglio 1639 – Crema, 14 o 15 settembre 1686) è stato un pittore italiano, attivo soprattutto in ambito lombardo nella seconda metà del XVII secolo.

## Biografia
Giovanni Battista Lucini nacque a Vaiano, piccola località nei pressi di Crema da Girolamo Lucini e Laura Fogarola. Il padre, che risulta eletto nel 1626 tra i componenti del consiglio dei nobili della città di Crema, morì nel 1645, pochi anni dopo la nascita di Giovan Battista. Oltre a Giovan Battista, la famiglia Lucini era composta anche dai due fratelli dell'artista, Vincenzo e Antonio, e da una sorella, Maddalena.

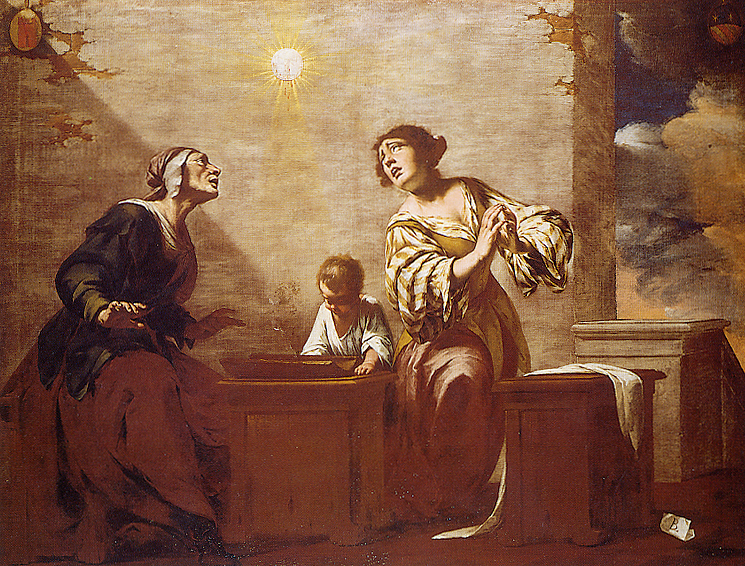
Il Miracolo dell’Ostia trafugata

Lucini ebbe come maestro Giovanni Battista Botticchio, suo concittadino nonché uno dei più importanti pittori del Seicento in ambito lombardo. Alla morte del Botticchio il Lucini visse per qualche periodo a Genova, a Milano e in Veneto, per terminare il suo apprendistato. Di questa fase iniziale rimangono impresse le influenze genovesi e venete nelle sue prime tele.
In questi anni dipinse la Madonna con Caterina degli Uberti, il San Giovanni decollato con i Santi Maria, Filippo e Giacomo, la Morte di San Giuseppe. Nel 1675 Lucini dipinse la Liberazione di San Pietro dal carcere per la chiesa di San Bernardino degli Osservanti a Crema, dipinto che è considerato uno dei capolavori del pittore lombardo.
Con il passare degli anni la pittura del Lucini diventa più vivace, ariosa e meno cupa. Questo passaggio cromatico è ben rappresentato dal Riposo nella fuga in Egitto e in particolar modo da due opere dell'artista lombardo, i Santi Pietro d'Alcántara e Bernardino da Feltre, conservato anch'esso nella chiesa di San Bernardino di Crema, e il Miracolo di San Pietro d'Alcantara, considerati entrambi due capolavori del pittore.
Tra il 1681 e il 1684 Lucini dipinse alcune enormi tele per il presbiterio del Duomo di Crema dedicate ai Miracoli dell'Eucaristia che anticiparono il ciclo del Santissimo Sacramento realizzata nel 1700 per il Duomo di Milano.
Lucini morì a Crema tra il 14 e il 15 settembre del 1686. Venne sepolto nella chiesa di Santa Caterina dei Carmelitani a Crema, chiesa che oggi risulta scomparsa.